# Epipterygium wrightii
Epipterygium wrightii là một loài Rêu trong họ Bryaceae. Loài này được (Sull.) Lindb. mô tả khoa học đầu tiên năm 1862.